# Orland Hills, Illinois
Orland Hills är en ort (village) i Cook County, i delstaten Illinois, USA. Enligt United States Census Bureau har orten en folkmängd på 7 180 invånare (2011) och en landarea på 3 km².